# Un chat qui aboie
Un chat qui aboie est un roman de Gérard Jarlot publié le 25 septembre 1963 aux éditions Gallimard et ayant reçu la même année le prix Médicis.

## Éditions
- Un chat qui aboie, éditions Gallimard, 1963  (ISBN 2070233707).